# 구거법
구거법(casting out nines)은 세 가지 산술 절차 중 하나이다.
- 9 또는 9의 배수가 되는 숫자는 선택적으로 무시하면서 양의 정수에 십진수를 더한다. 이 절차의 결과는 원본에 두 개 이상의 숫자가 있을 때마다 원본보다 작은 숫자이다. 9로 나눈 후 원본과 동일한 나머지가 남고 원본에서 9의 배수를 빼면 원본에서 얻을 수 있다. 이 절차의 이름은 후자의 속성에서 파생된다.
- 한 자리 숫자를 얻을 때까지 이전 응용에서 얻은 결과에 이 절차를 반복적으로 적용한다. 이 한 자리 숫자를 원본의 "자릿수근"이라고 한다. 숫자가 9로 나누어지면 그 자릿수 근은 9이다. 그렇지 않은 경우 자릿수근은 9로 나눈 나머지이다.
- 위에서 언급한 절차를 사용하여 산술 계산의 오류를 확인하는 온전성 테스트이다. 테스트는 피연산자 자체에 적용되는 것과 동일한 산술 연산 순서를 피연산자의 디지털 루트에 적용하여 수행된다. 계산에 실수가 없다면 두 결과의 수치근은 동일하다. 따라서 둘이 다르다면 계산 시 하나 이상의 실수가 발생한 것으로 본다.